# 베니 힐
앨프리드 호손 "베니" 힐(영어: Alfred Hawthorne "Benny" Hill, 1924년 1월 21일 ~ 1992년 4월 19일)은 영국의 코미디언, 배우, 가수로, 장기간에 걸쳐 방송했던 텔레비전 프로그램 《베니 힐 쇼》(영어: The Benny Hill Show)로 잘 알려져 있다.

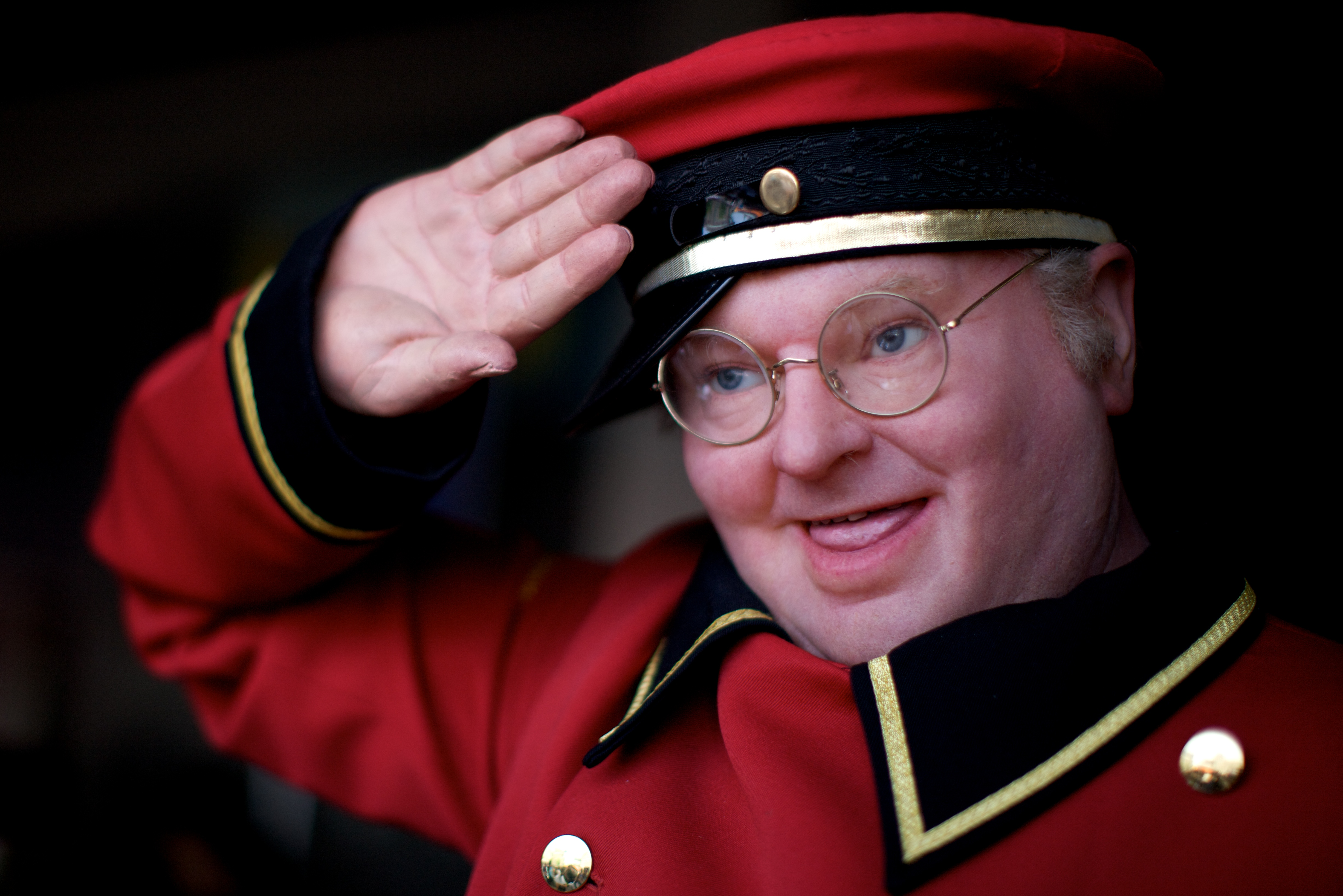